# Оле Кристенсен Ремер
Оле Кристенсен Ремер (дан. Ole Rømer; Орхус, 25. септембар 1644 — Копенхаген, 19. октобар 1710) је био дански астроном познат по томе што је први измерио брзину светлости.

## Биографија
Ремер је рођен 25. септембра 1644. у Орхусу од трговца и поморца Кристена Педерсена (умро 1663) и Ане Олуфсдатер Сторм (око  1610 – 1690), ћерке добростојећег поглавара. Од 1642. године, Кристен Педерсен је почео да користи име Ремер, што значи да је био са данског острва Реме, да би се разликовао од неколико других људи по имену Кристен Педерсен. Постоји неколико записа о Олеу Ремеру пре 1662. године, када је дипломирао на старој Орхуској катедралској школи (катедралска школа у Орхусу), преселио се у Копенхаген и дипломирао на Универзитету у Копенхагену. Његов ментор на Универзитету био је Расмус Бартолин, који је објавио своје откриће двоструког преламања светлосног зрака у исландском шпарту (калцита) 1668. године, док је Ремер живео у његовом дому. Ремер је добио сваку прилику да студира математику и астрономију користећи астрономска запажања Тиха Брахеа, пошто је Бартолин добио задатак да их припреми за објављивање.
Ремер је био запослен у француској влади: Луј XIV га је поставио за учитеља за дофена, а такође је учествовао у изградњи величанствених фонтана у Версају.
Године 1681. Ромер се вратио у Данску и био је постављен за професора астрономије на Универзитету у Копенхагену, а исте године се оженио Аном Мари Бартолин, ћерком Расмуса Бартолина. Био је активан и као посматрач, како на Универзитетској опсерваторији у Рундетарну, као и у свом дому, користећи побољшане инструменте сопствене конструкције. Нажалост, његова запажања нису сачувана: изгубљена су у великом пожару у Копенхагену 1728. Међутим, бивши помоћник (а касније и сам по себи астроном), Педер Хоребов, лојално је описао и писао о Ромеровим запажањима.
На свом положају као краљевски математичар, Ремер увео је први национални систем за тегове и мере у Данској 1. маја 1683. године. Првобитно заснован на рајнској стопи, а тачнији национални стандард је усвојен 1698. године. Каснија мерења еталона произведених за дужину и запремину показују одличан степен тачности. Његов циљ је био да постигне дефиницију засновану на астрономским константама, користећи клатно. То се догодило након његове смрти, због тога што су у његово време мерења била недовољно тачно. Значајна је и његова дефиниција нове данске миље од 24.000 данских стопа (око 7.532 m).
Године 1700, Ремер је убедио краља да уведе грегоријански календар у Данско-Норвешкој – нешто за шта се Тихо Брахе узалудно залагао сто година раније.
Ремер је развио једну од првих температурних скала док се опорављао од сломљене ноге. Данијел Габријел Фаренхајт посетио га је 1708. и изменио Рeмерову скалу, резултат је била позната Фаренхајтова температурна скала која се и данас користи у неколико земаља.
Ремер је такође основао школе навигације у неколико данских градова.
Године 1705, Ремер је постављен за другог шефа полиције у Копенхагену, положај који је задржао до своје смрти 1710. године. Као један од својих првих чинова, отпустио је целу војску, убеђен да је морал алармантно низак. Био је проналазач првих уличних светиљки (уљаних лампи) у Копенхагену, и напорно је радио на покушају побољшања животних улова просјака, сиромашних људи, незапослених и проститутки у Копенхагену.
У Копенхагену, Ремер је донео правила за изградњу нових кућа, довео у ред градско водоснабдевање и канализацију, обезбедио да градска ватрогасна служба добије нову и бољу опрему и био покретач планирања и израде новог тротоара на улицама и на градским трговима.
Ремер је умро у 65. години 1710. Сахрањен је у Копенхагенској катедрали, која је од тада обновљена након уништења у Бици код Копенхагена (1807). Постоји модеран споменик.

## Изуми
Поред изума прве уличне расвете у Копенхагену, Ремер је такође изумео меридијански круг, алтазимут, и инструмент за пролаз (такође познат као транзитни инструмент, тип меридијанског круга чија хоризонтална оса није фиксирана у правцу исток-запад).